# Baigts-de-Béarn
Baigts-de-Béarn is een gemeente in het Franse departement Pyrénées-Atlantiques (regio Nouvelle-Aquitaine) en telt 773 inwoners (2004). De plaats maakt deel uit van het arrondissement Pau.

## Geografie
De oppervlakte van Baigts-de-Béarn bedraagt 13,6 km², de bevolkingsdichtheid is 56,8 inwoners per km².
De onderstaande kaart toont de ligging van Baigts-de-Béarn met de belangrijkste infrastructuur en aangrenzende gemeenten.

## Demografie
Onderstaande figuur toont het verloop van het inwonertal (bron: INSEE-tellingen).